# L'Albenc
L'Albenc este o comună în departamentul Isère din sud-estul Franței. În 2009 avea o populație de 1.085 de locuitori.

## Evoluția populației
| An        | 1975 | 1982 | 1990 | 1999 | 2006  | 2009  |
| --------- | ---- | ---- | ---- | ---- | ----- | ----- |
| Populație | 653  | 751  | 895  | 991  | 1.059 | 1.085 |